# Essina actenioides
Essina actenioides är en fjärilsart som beskrevs av Hans Rebel 1914. Essina actenioides ingår i släktet Essina och familjen mott. Inga underarter finns listade i Catalogue of Life.